# Jacek Pankiewicz
Jacek Pankiewicz (ur. 1 maja 1935 w Grabówce k. Białegostoku) – polski prozaik.
Od 1952 r. mieszka w Warszawie. Ukończył polonistykę na UW (1958). W 1956 r. był impresariem Michała Choromańskiego. Pracował m.in. w Centrali Filmów Oświatowych (1960–1962), Telewizji Polskiej (1962–1965), Państwowym Wydawnictwie Naukowym (1969–1973), miesięczniku „Magazyn Rodzinny” (1973–1980), miesięczniku „Prasa Polska” (1980–1982). Autor słuchowisk radiowych, recenzji literackich i muzycznych.

## Twórczość
- Nos pod cios (1988)
- Franciszek Schubert idzie do czubków (1990)
- Wreszcie przystanek ta chwila (2000)
- Maestro i wrony, kruki (2002)
- Franciszek Schubert odchodzi (2013)
- Listy do świata. Prozodia (2014)
- Być jak westchnienie Góry. Opowiadania (2014)
- Dziennik z młodości (2014)
- Spogląd. Opowiadania i miniatury (2015)
- No i zachodzi (2016)
- Jak powstaję (2017)[2]